# بوهوسلاویتسه ناد ولاری
بوهوسلاویتسه ناد ولاری (به چکی: Bohuslavice nad Vláří) یک منطقهٔ مسکونی در جمهوری چک است که در ناحیه زلین واقع شده‌است. بوهوسلاویتسه ناد ولاری ۶٫۸۵ کیلومتر مربع مساحت و ۴۱۳ نفر جمعیت دارد و ۳۳۸ متر بالاتر از سطح دریا واقع شده‌است.